# Riedstrom
Als Riedstrom werden Ausuferungen aus der Donau in das Donauried bezeichnet, einem großflächigen und sehr ebenen Talraum. Neben den Ausuferungen aus der Donau führen auch die Wassermengen von Seitenflüssen, die bei Hochwasser nicht mehr frei zu Donau fließen können, zu großflächigen Überschwemmungen, dem sogenannten Riedstrom. Das kilometerbreite, verästelte Flussbett der Donau zwischen Gundelfingen an der Donau und Genderkingen war Teil des Donauriedes. Er ist das größte natürliche Überschwemmungsgebiet Bayerns.

## Historie
Häufige Hochwasser und hohe Grundwasserstände schränkten die Nutzungen im Ried seit jeher ein. Große Bereiche konnten nur als Grün- und Weideland genutzt werden. Bereiche mit tiefen Grundwasserständen und ohne regelmäßige Überschwemmungen gab es nur in Randbereichen (u. a. auf den Hochterrassen) und auf kleineren flächigen Kiesrücken im Ried, beispielsweise bei Fristingen und Kicklingen.
Die ersten Begradigungen an der schwäbischen Donau begannen um 1800. Schon damals, aber auch bei den Deichbauten zu Ende des 19. Jahrhunderts und beim Staustufenbau in den 1960er und 1980er Jahren, wurde darauf geachtet, den Riedstrom als Überschwemmungsgebiet zu erhalten.
Die Deichbauten „gewähren keinen vollkommenen Schutz, da von der vollständigen Hochwasserfreilegung des Donaurieds seinerzeit, den Wünschen der Beteiligten entsprechend, wegen der düngenden Wirkung der Überschwemmungen abgesehen werden musste.“
In den Wasserrechtsbescheiden zu den Staustufenbauten wurde festgehalten: „Um nachteilige Einwirkungen auf den Hochwasserabfluss zu verhindern, hat die Unternehmerin dafür zu sorgen, dass die Ausuferung in die Retentionsräume zeitlich und mengenmäßig im Vergleich zu den vor Ausbau vorhandenen Zuständen gleich bleibt.“

## Heutige Bedeutung
Bei Hochwasserlagen ufert die Donau unterhalb der Staustufen an vielen Stellen aus ihrem Flussbett aus und bildet mit den Wassermengen der Seitengewässer (u. a. Glött) den Riedstrom. Es werden große landwirtschaftlich genutzte Flächen sowie einzelne Siedlungsbereiche und Einzelanwesen überschwemmt. Dieses Volumen kappt die Spitzen des Hochwasserverlaufs im aktuellen Flussbett und entlastet dadurch die unterhalb liegenden Gemeinden. Das Wasser bedeckt eine Fläche von bis zu drei Kilometern Breite und rund 30 Kilometern Länge. Aufgrund des geringen Gefälles fließt das Wasser sehr langsam und kehrt um Tage verzögert, vor allem über die südlichen Nebenflüsse, wieder in die Donau bei Donauwörth zurück.
Der Wasserabfluss schützt die dicht besiedelten Gemeinden nördlich des heutigen Flussbetts, führt aber zu erheblichen Schäden auf den betroffenen Äckern und Wiesen, zuletzt in den Jahren 2013 und 2024. Im Oktober 2024 beschloss der bayerische Ministerrat eine Entschädigung für 80 Prozent der nicht versicherbaren Schäden des Hochwassers vom Juni 2024. Eine endgültige Regelung wurde nicht getroffen.